# Marta Corcoy Rius
Marta Corcoy i Rius és una periodista catalana, investigadora a la Universitat Autònoma de Barcelona (UAB). Des del 2019 és presidenta de l'Associació de Dones Periodistes de Catalunya. És experta en comunicació local i de gènere i en transparència de les administracions.
Marta Corcoy Rius va estudiar Ciències de la Informació a la Universitat Autònoma de Barcelona, on es va graduar el 1978. El 2016 va doctorar-se a la mateixa universitat, amb la tesi Comunicació i periodisme: de les primeres eleccions democràtiques al retiment de comptes. Permanències i canvis a les notícies, del paper als recursos digitals. La seva tesi doctoral es basa en la seva experiència com a periodista en mitjans públics d'àmbit local i en la recerca sobre els canvis en la informació des dels mitjans públics locals en l'àmbit estatal, però especialment a Catalunya.
Corcoy és membre del «Laboratori de Periodisme i Comunicació per a la Ciutadania Plural», liderat per la Universitat Autònoma de Barcelona i en el qual participen una quinzena d'universitats, que des dels anys 2012-2014 analitza i avalua la transparència informativa de les webs municipals. Corcoy gestiona el Mapa InfoParticipa, desenvolupat per l'esmentat Laboratori, que és una plataforma de cartografia interactiva que permet conèixer el nivell de transparència informativa dels municipis d'Espanya avaluats. A la fi de l'any 2020 n'hi havia més de 12.600, entre els quals, tots els municipis de més de 20.000 habitants. A partir de les avaluacions dels webs locals que duu a terme, el Laboratori lliura el «Segell Infoparticipa» als Ajuntaments que obtenen una millor puntuació.
El 2016 va comissariar l'exposició itinerant «Montserrat Roig: Cronista d'un temps i d'un país», per difondre el coneixement de Montserrat Roig en els diversos vessants com a escriptora, periodista, feminista i activista.
Des de juliol de 2019 presideix l'Associació de Dones Periodistes de Catalunya. Durant el seu mandat, l'any 2022, l'Associació i el Col·legi de Periodistes de Catalunya, amb la col·laboració de l'Ajuntament de Figueres i de la Diputació de Girona, van instituir la Beca d’investigació en comunicació audiovisual Montserrat Minobis. L’objectiu de la beca és «promoure i difondre un treball de recerca sobre programes i productes de contingut feminista emesos en qualsevol format audiovisual per a millorar-ne el coneixement i fer-ne divulgació». També és coordinadora de la revista Dones Dossier.
És coautora de l'obra col·lectiva Violencia de género. Claves y recursos para periodistas (Ameco, Madrid, 2009), que aporta eines als professionals de la comunicació per a les bones pràctiques en l'elaboració de les notícies sobre la violència de gènere.